# Louis Auguste Victor de Ghaisne de Bourmont
Louis Auguste Victor de Ghaisne, conde de Bourmont (2 de septiembre de 1773-27 de octubre de 1846) fue un general y diplomático francés, el cual fue nombrado Mariscal de Francia en el año 1830. Siendo siempre un realista, abandonó Francia al estallar la Revolución y peleó con la armada contrarrevolucionaria de Condé durante dos años. Luego de fracasar la misma, fue arrestado, al ser cómplice en la conspiración de Georges Cadoudal del 1800. Tras escapar del arresto, huyó a Portugal.
En 1807, utilizó el beneficio de una amnistía por sumarse al ejército francés y volvió a Francia, para participar en varias campañas en el mismo durante siete años. Fue escalando de categoría militar hasta llegar a General de división. Durante este período, fue sospechoso de ser agente de Carlos X y de revelar información a países enemigos. Aunque estaba en contra de Napoleón, fue llamado para la campaña de los Cien Días en 1815 bajo su mandato. Inmediatamente de comenzar la campaña, Victor desertó al ejército Prusiano, revelando los planes de Bonaparte. Ocho años más tarde, Luis XVIII lo emplearía en el ejército nuevamente, para la expedición de 1823.
Promovido a Mariscal de Francia, fue puesto al comando de la Invasión de Argelia de 1830. Sin embargo, luego de la Revolución de Julio, fue destituido de su cargo, tras rehusarse a reconocer al rey Luis Felipe I de Francia. Luego de participar en un complot contra ese gobierno, se exilió en Portugal por segunda vez, en 1832. Lideró el ejército de Miguel I de Portugal en las Guerras liberales, para luego huir a Roma cuando su bando es derrotado. En 1840 obtuvo una amnistía para retornar a Francia, donde pasó sus últimos 6 años.